# Kallenhardt
Kallenhardt ist ein Stadtteil von Rüthen im Kreis Soest (Nordrhein-Westfalen). Ende Dezember 2021 hatte die Ortschaft 1627 Einwohner.

## Geographische Lage
Kallenhardt befindet sich im Sauerland, südlich der Stadt Rüthen im Arnsberger Wald auf 284–528,9 m über NN.

## Geschichte

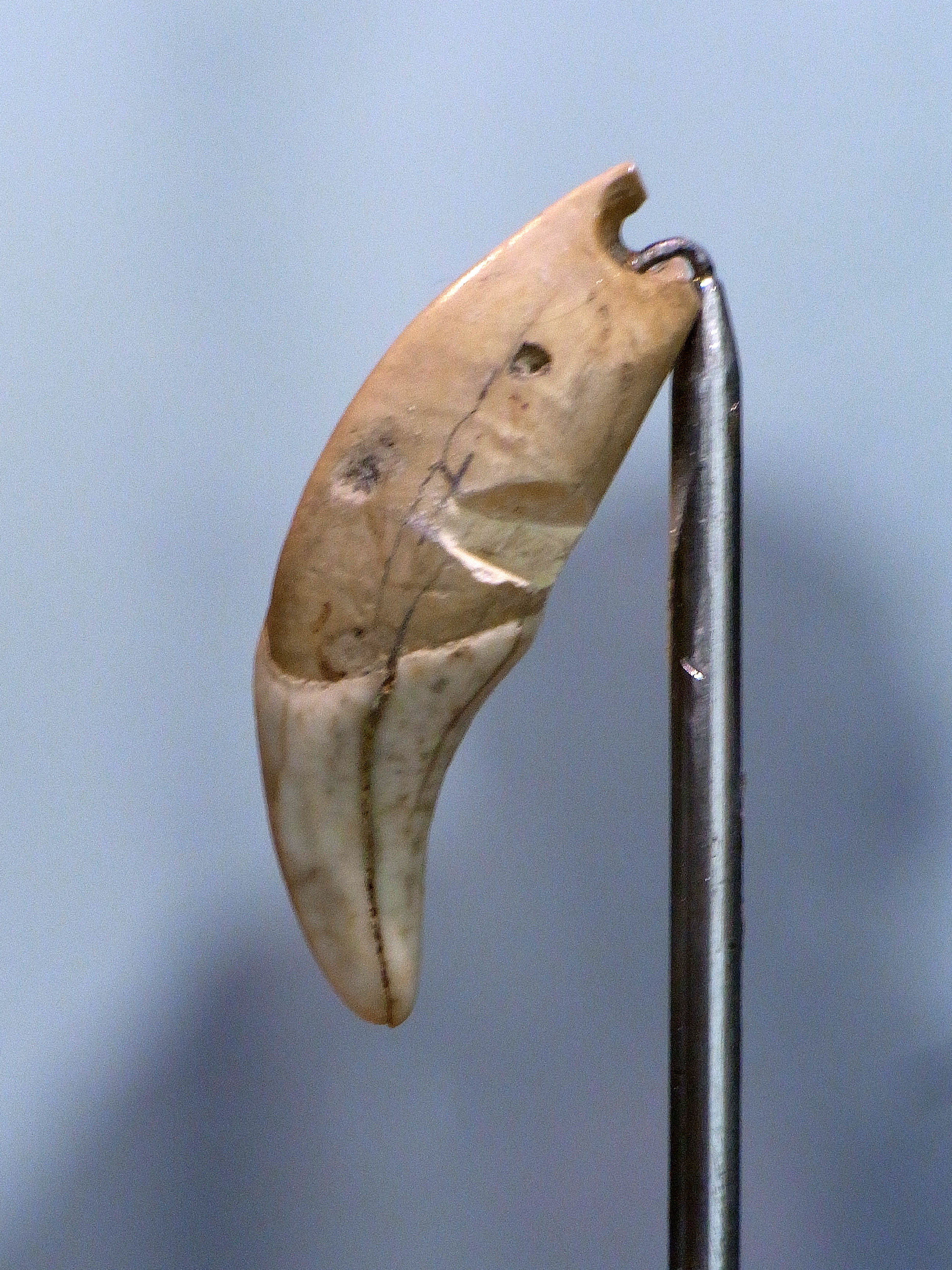
Durchlochter Eckzahn eines Wolfes oder Hundes, entdeckt in Kallenhardt, Hohler Stein. Der einstige Bestandteil eines Schmuckstückes ließ sich auf die Zeit zwischen 10.800 und 9.600 v. Chr. datieren und befindet sich heute im Archäologiemuseum Herne

2,5 km südwestlich von Kallenhardt befindet sich am linken Ufer des südwärts verlaufenden Lörmecke-Bachs eine 40 m lange Kuppe mit einer Höhlung, dem „Hohlen Stein“. Dieser gilt neben dem Kartstein in der Nordeifel und Remouchamps in den belgischen Ardennen als wichtigster Fundplatz der Ahrensburger Kultur im nördlichen Mittelgebirgsraum. Neben wenigen Artefakten aus der Mittelsteinzeit fanden sich vor allem Überreste aus der Zeit um 10.000 v. Chr., die der besagten Kultur von Rentierjägern zuzurechnen sind. Rentiere zogen durch das Tal des besagten Baches, im westfälischen Bergland kamen die Jungtiere zur Welt. Die durchziehenden Herden wurden an der Engstelle unterhalb des „Hohlen Steins“ von Menschen mit Pfeil und Bogen bejagt, die Knochen der Beutetiere weisen Schnittspuren auf, dazu Hinweise auf das Aufbrechen von Knochen, um Knochenmark zu gewinnen.
In der unmittelbaren Umgebung des Ortes befindet sich die eisenzeitliche Befestigung auf den Schafsköppen. Eine Vorgängersiedlung mit Kirche wurde 1072 in der Stiftungsurkunde des Klosters Grafschaft als kurkölnischer Haupthof Ostervelde erwähnt. Die planmäßige Stadtgründung erfolgte vor 1297 auf einer Bergkuppe zur Absicherung gegen die Grafschaft Arnsberg durch den Kölner Erzbischof. Der Ort mit der Kirche St. Clemens und einem Rathaus war durch eine Stadtmauer und drei Tortürme bewehrt. Seit dem Mittelalter gehörte Kallenhardt zum kurkölnischen Herzogtum Westfalen und kam 1802 an die Landgrafschaft Hessen-Darmstadt. Ab 1808 wurde die Stadtmauer abgetragen. 1811 erfolgte die Gründung des Schultheißbezirks Kallenhardt. Dieser kam 1815 an das Königreich Preußen und in den Kreis Brilon. 1820 wechselte der Ort in den Kreis Lippstadt. Am 1. Januar 1975 wurde Kallenhardt durch das Münster/Hamm-Gesetz in die Stadt Rüthen eingemeindet und gehört seitdem zum Kreis Soest.
Von 1573 bis 1619 wurden zahlreiche Einwohner Opfer von Hexenprozessen. Insgesamt beläuft sich die Zahl möglicherweise auf mehr als 40 Personen. Am 31. März 2011 beschloss die Stadtvertretung Rüthen eine sozialethische Rehabilitation der im Bereich der heutigen Stadt Rüthen während des 16. und 17. Jahrhunderts im Rahmen der Hexenverfolgungen unschuldig verurteilten und hingerichteten Personen.

### Bevölkerungsentwicklung

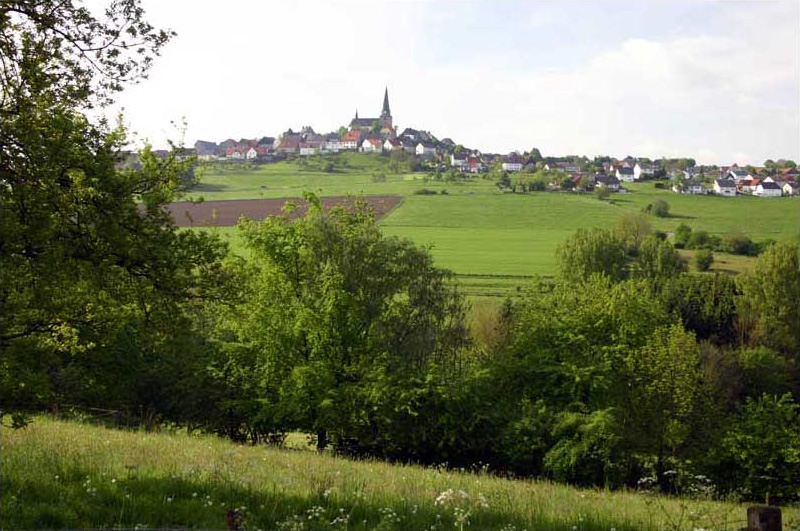
Kallenhardt

- 1861: 1038 Einwohner
- 1939: 0997 Einwohner
- 1950: 1376 Einwohner
- 1961: 1362 Einwohner
- 1970: 1541 Einwohner
- 1974: 1506 Einwohner
- 1975: 1482 Einwohner
- 2007: 1950 Einwohner
- 2008: 1975 Einwohner
- 2011: 1690 Einwohner
- 2013: 1656 Einwohner
- 2014: 1665 Einwohner
- 2021: 1627 Einwohner[1]

### Politik
Ortsvorsteherin ist Elisabeth Teipel (Parteilos).

## Kultur und Sehenswürdigkeiten

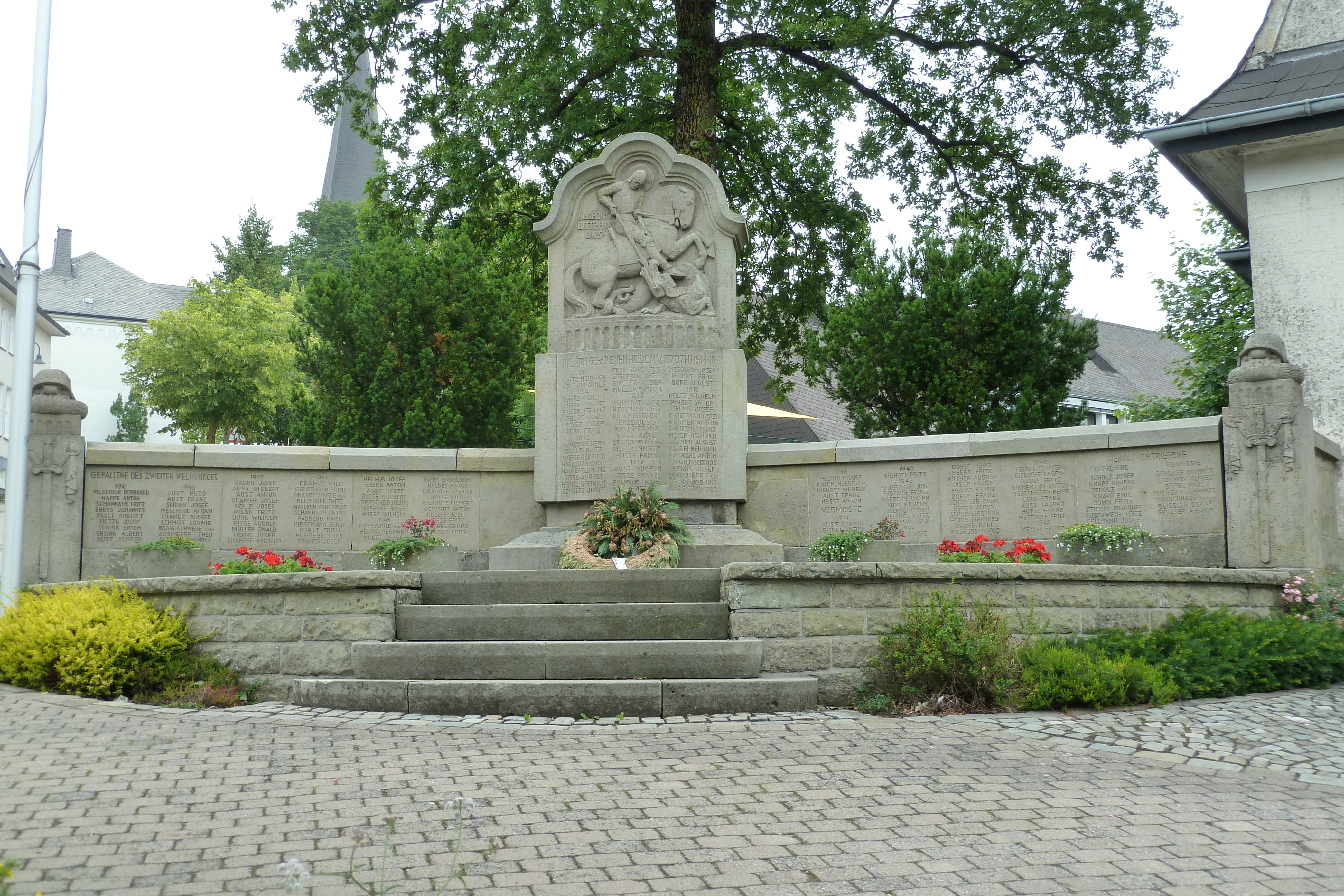
Kriegerdenkmal

### Bauwerke
Eine Besonderheit ist das Schloss Körtlinghausen. Das barocke Wasserschloss wurde 1714 errichtet. Sehenswert ist auch die katholische Kirche St. Clemens. Sie wurde 1722 im Barockstil errichtet. Das ehemalige Rathaus stammt aus dem Mittelalter (14./15. Jahrhundert). Außerdem gibt es eine Köhlerhütte und die Kulturhöhle „Hohler Stein“ zu besichtigen. Zahlreiche Wohn- und Wirtschaftsgebäude des 17. und 18. Jahrhunderts sind trotz etlicher Brände, insbesondere 1791, erhalten geblieben. Die Stadtmauer aus der Zeit um 1300 wurde nach den Stadtbränden 1791 und 1836 überarbeitet. An der nordöstlichen Unteren Straße wurde der halbrunde Lubleisturm rekonstruiert. Sehenswert ist das denkmalgeschützte alte Rathaus, Kirchstraße 31. Kallenhardt steht folglich in der nationalen Liste von Städten mit historischem Stadtkern.

### Freizeit und Sport

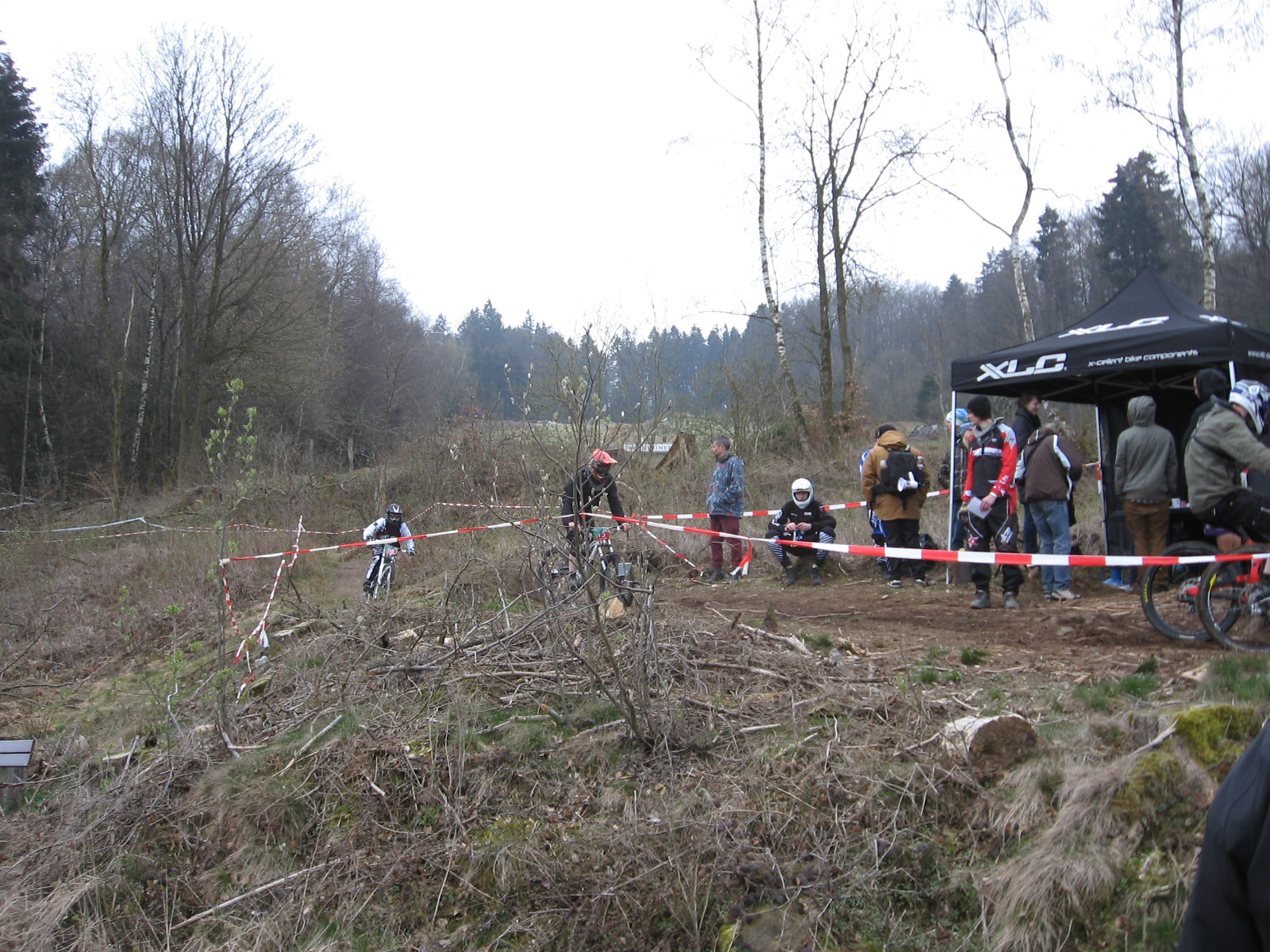
Bikepark

Am Rabennest befinden sich Rodelhänge und eine Skipiste mit einem Schlepplift. Langlaufloipen führen bis zur Nuttlarer Höhe (ca. 540 m ü. NHN). Darüber hinaus gibt es einen Bikepark und eine Discgolf-Anlage. Die Firma Sauerlandescape bietet Escaperäume an.
Im Ort ist der Fußballverein TV 1897 Kallenhardt zu Hause.
1829 wurde das Blas- und Tanzorchester und 1921 das Tambourcorps "Einigkeit" gegründet. Beide Vereine bereichern durch ihre Jugendarbeit und musikalischen Darbietungen das Dorfleben.

## Infrastruktur
Kallenhardt hat eine Metzgerei, eine Bäckerei, zwei Hotels mit Gastwirtschaft und zahlreiche Pensionen und Ferienwohnungen.

## Verkehr
Eine Buslinie der Westfalenbus GmbH, die Linie R77 von Warstein nach Rüthen, verläuft durch Kallenhardt. Die Busse fahren werktags stündlich in beide Richtungen.

## Wirtschaft
Im Ortskern befindet sich die Sauerländer Edelbrennerei, die Liköre, Brände und Whiskys herstellt.

## Natur und Umwelt
Kallenhardt hat eine ausgedehnte Naturlandschaft mit vielen Feldern und weitläufigen Wäldern. Der Borkenkäfer setzte dem Wald im Jahr 2020/2021 stark zu und große Waldflächen wurden gerodet. Die Bürgerinitiative Zukunftswald e. V. setzt sich für die Wiederaufforstung mit zukunftsfähigen Baumarten ein.

## Bildung
- Katholischer Kindergarten
- Grundschule (Kath. Teilstandort der Nikolaus-Grundschule Rüthen)

## Persönlichkeiten
- Gorgen Bodeker, ein Schneider, geriet 1576 in einen Hexenprozess, seine Mutter 1586.
- Cort Synneman war Bürgermeister von Kallenhardt. Er wurde 1521 in einer Urkunde erwähnt, er fungierte als Bürge für den zum Tode verurteilten und dann begnadigten Heinrich Steyns. Das Verfahren fand vor dem Schöffengericht in Brilon statt. Hermann von Oeynhausen war Richter zu Brilon.[7]
- Franz Xaver Schulte (1833–1891), katholischer Geistlicher, in Kallenhardt geboren